# SMS Emden (1908)
O SMS Emden foi um cruzador rápido operado pela Marinha Imperial Alemã e a segunda e última embarcação da Classe Dresden, depois do SMS Dresden. Sua construção começou em novembro de 1906 no Estaleiro Imperial de Danzig e foi lançado ao mar em maio de 1908, sendo comissionado na frota alemã em julho do ano seguinte. Era armado com uma bateria principal composta por dez canhões de 105 milímetros em montagens únicas, tinha um deslocamento carregado de mais de quatro mil toneladas e alcançava uma velocidade máxima de 23 nós (43 quilômetros por hora).
O Emden passou a maior parte da sua carreira no exterior como parte da Esquadra da Ásia Oriental, baseada a partir de Qingdao na China. A Primeira Guerra Mundial começou em meados de 1914 e o cruzador rapidamente capturou o navio russo Ryazan, convertendo-o na embarcação corsária SMS Cormoran. O Emden foi pouco depois destacado para operações no Oceano Índico, passando quase dois meses na região, resultando na captura de 23 embarcações. Em outubro lançou um ataque contra Penão, afundando um cruzador russo e um contratorpedeiro francês.
O navio então prosseguiu para atacar as Ilhas Cocos, onde desembarcou um contingente de marinheiros para destruir instalações britânicas. O Emden foi atacado no local pelo cruzador rápido australiano HMAS Sydney, que infligiu danos sérios e forçou o navio alemão a se encalhar para não afundar. A maioria dos sobreviventes foram aprisionados e só voltaram para a Alemanha após o fim da guerra, porém a equipe de desembarque conseguiu escapar a bordo de uma escuna. Os destroços do Emden foram destruídos pelas ondas e depois desmontados na década de 1950.

## Características

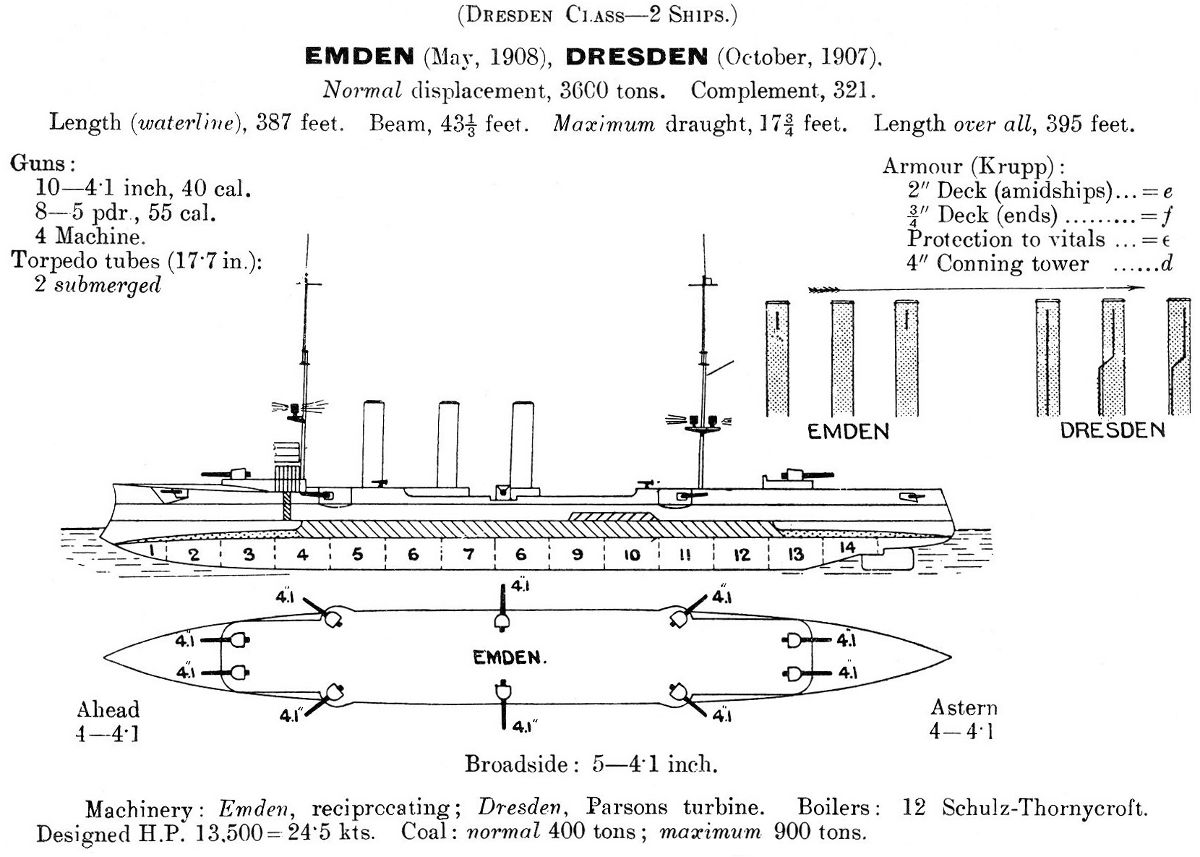
Desenho da Classe Dresden

A Lei Naval de 1898 autorizou a construção de trinta cruzadores rápidos para a Marinha Imperial Alemã. O programa começou com a Classe Gazelle, seguida pela Classe Bremen e Classe Königsberg, ambas as quais incorporaram alguns melhoramentos incrementais no decorrer de suas construções. A Classe Dresden foi alocada para o ano fiscal de 1906 e sua principal alteração em relação a suas predecessoras foi a adição de uma caldeira a mais com o objetivo de aumentar a potência do sistema de propulsão.
O Emden tinha 118,3 metros de comprimento de fora a fora, boca de 13,5 metros e calado de 5,53 metros à vante. Tinha um deslocamento normal de 3 664 toneladas e um deslocamento carregado de 4 268 toneladas. Seu sistema de propulsão tinha doze caldeiras de tubos d'água que alimentavam dois motores de tripla-expansão. Tinha uma potência indicada de 13 503 cavalos-vapor (9 929 quilowatts) para uma velocidade máxima de 23,5 nós (43,5 quilômetros por hora). Podia carregar 860 toneladas de carvão para uma autonomia de 3 760 milhas náuticas (6 960 quilômetros) a doze nós (22 quilômetros por hora). Sua tripulação tinha dezoito oficiais e 343 marinheiros.
O armamento principal consistia em dez canhões calibre 40 de 105 milímetros em montagens únicas. Duas armas ficavam posicionadas lado a lado no castelo de proa, seis ficavam à meia-nau com três em cada lateral, enquanto outras duas ficavam lado a lado à ré. A bateria secundária era formada por oito canhões calibre 55 de 52 milímetros. Também haviam dois tubos de torpedo de 450 milímetros montados no convés, um em cada lateral. A embarcação era protegida por um convés blindado com uma espessura máxima de oitenta milímetros. A torre de comando tinha laterais de cem milímetros, enquanto os canhões principais eram protegidos por escudos de cinquenta milímetros.

## Carreira

### Tempos de paz

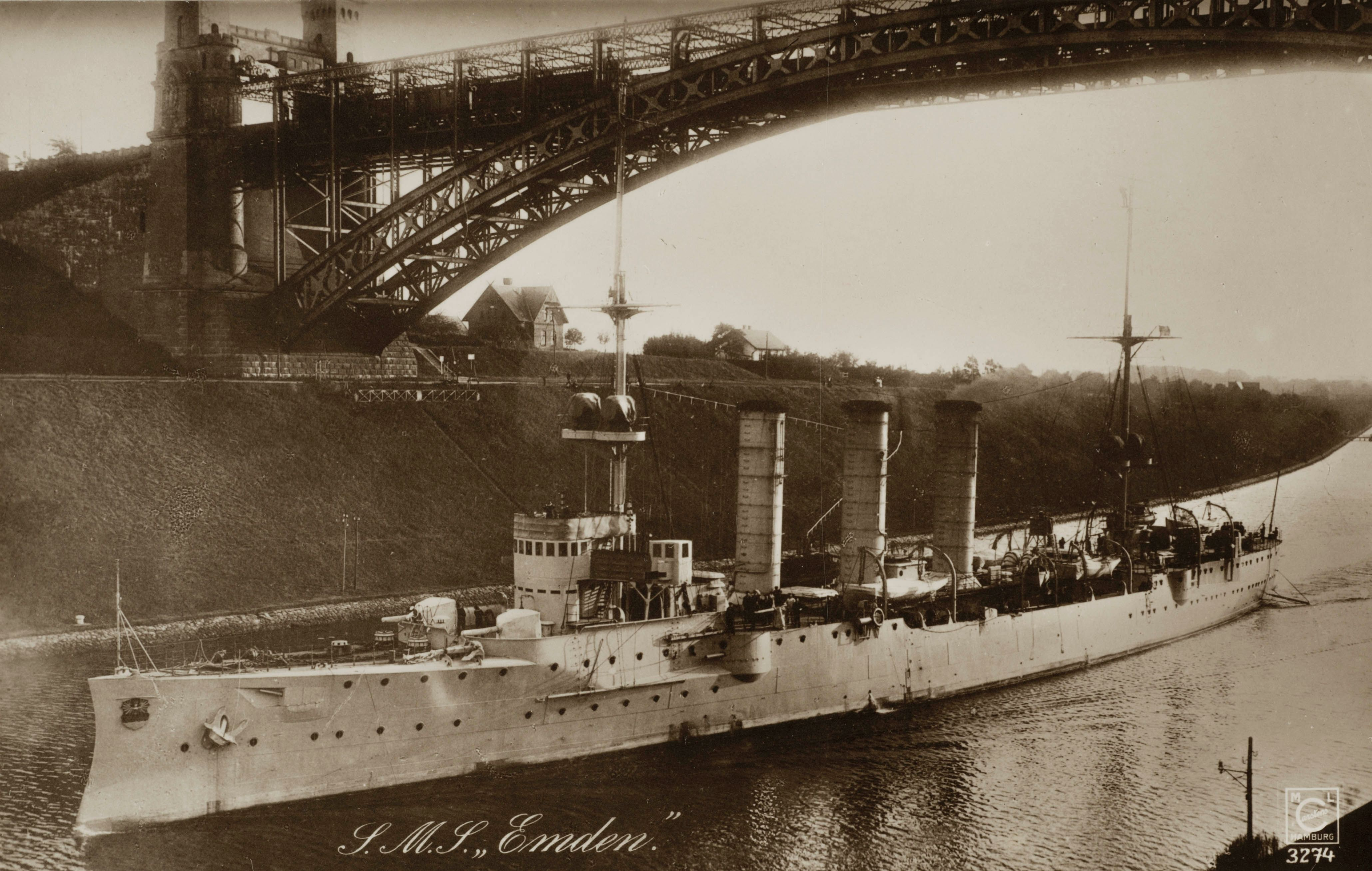
O Emden atravessando o Canal Imperador Guilherme c. 1909–10

O Emden foi encomendado com o nome provisório de "Ersatz Pfeil", substituto do aviso SMS Pfeil. O contrato de construção foi firmado com o Estaleiro Imperial de Danzig em 6 de abril de 1906. Seu batimento de quilha ocorreu em 1º de novembro e foi lançado ao mar em 26 de maio de 1908, sendo batizado por Leo Fürbringer, o supremo burgomestre da cidade de Emden. Foi comissionado em 10 de julho de 1909. Começou seus testes marítimos no mesmo dia, mas eles foram interrompidos entre 11 de agosto e 5 de setembro para participar das manobras anuais de outono da frota principal. Também durante este período escoltou o iate imperial SMY Hohenzollern com o imperador Guilherme II a bordo. O Emden foi descomissionado em setembro depois de finalizar seus testes.
Foi reativado em 1º de abril de 1910 e designado para a Esquadra da Ásia Oriental, que era baseada em Qingdao na colônia alemã da Baía de Kiauchau, na China. Esta concessão territorial tinha sido adquirida em 1897 em retaliação pelo assassinato de cidadãos alemães no país. O Emden deixou Kiel em 12 de abril e seguiu primeiro para uma viagem diplomática pela América do Sul. Chegou em Montevidéu, no Uruguai, exatamente um mês depois e se encontrou com o cruzador rápido SMS Bremen, que era parte da Esquadra da América Ocidental. Os dois ficaram em Buenos Aires, na Argentina, de 17 a 30 de maio com o objetivo de representarem a Alemanha nas celebrações do centenário da independência argentina. Eles então deram a volta no Cabo Horn, com o Bremen seguindo para o Peru e o Emden parando em Valparaíso, no Chile.
A viagem através do Oceano Pacífico foi adiada pela falta de carvão de alta qualidade. O cruzador acabou carregando aproximadamente 1,4 mil toneladas de carvão em uma base naval chilena em Talcahuano e partiu em 24 de junho. A travessia foi usada para avaliar o navio em viagens de longa distância e usar as descobertas em projetos futuros. O Emden encontrou um clima incomumente severo durante a viagem, que incluiu uma parada da Ilha de Páscoa. Ancorou em Papeete no Taiti em 12 de julho para reabastecer, pois seus depósitos estavam quase vazios depois de navegar por 4,2 mil milhas náuticas (7,8 mil quilômetros). Seguiu então para Apia na Samoa no dia 22. Se encontrou no local com o resto da Esquadra da Ásia Oriental, comandada pelo contra-almirante Erich Gühler. As embarcações permaneceram na Samoa até outubro, quando voltaram para sua base em Qingdao. O Emden foi enviado para o rio Yangtzé entre 27 de outubro e 19 de novembro, visitando Hankou. Também visitou Nagasaki no Japão, retornando para Qingdao em 22 de dezembro a fim de passar por sua manutenção anual. Trabalhos de reparo não foram realizados porque a Revolta dos Sokehs estourou em Ponape nas Ilhas Carolinas, necessitando da presença do cruzador. Deixou Qingdao em 28 de dezembro, com o cruzador rápido SMS Nürnberg deixando Hong Kong para se encontrar com ele.

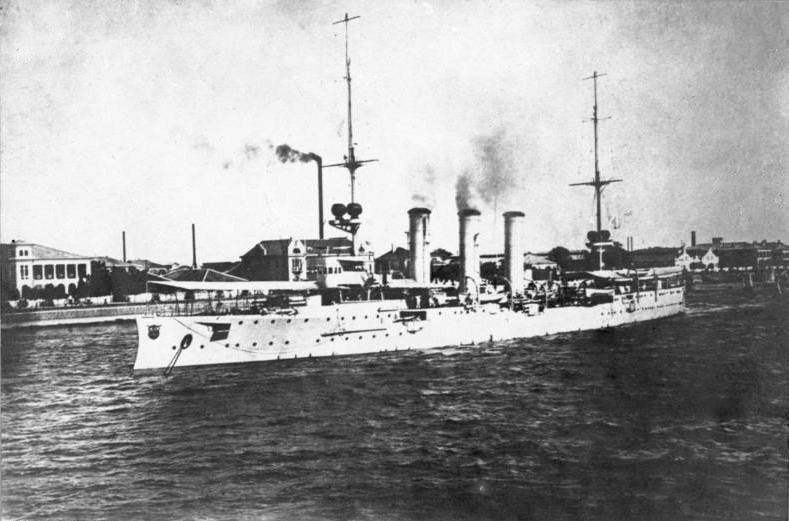
O Emden em Qingdao em janeiro de 1914

Os dois navios reforçaram as forças alemãs em Ponape, que incluíam o antigo cruzador desprotegido SMS Cormoran. Bombardearam posições rebeldes e enviaram em meados de janeiro de 1911 uma força de desembarque, que incluía homens dos cruzadores mais tropas da polícia colonial. A revolta foi subjugada até o final de fevereiro e o cruzador desprotegido SMS Condor chegou no dia 26 para assumir as responsabilidades nas Carolinas. O Emden e os outro navios realizaram no dia seguinte um funeral para os mortos na operação, partindo para Qingdao em 1º de março e parando no caminho em Guam. Chegaram no dia 19 e o Emden iniciou sua manutenção anual. Ele fez um cruzeiro pelo Japão em meados de 1911 e acidentalmente abalroou um navio japonês durante um tufão. A colisão exigiu mais uma passagem pela doca seca de Qingdao. Voltou ao Yangtzé em outubro depois do início da Revolução Xinhai para proteger cidadãos europeus. O vice-almirante Maximilian von Spee substituiu Gühler em novembro.
O Emden venceu no final do ano o Prêmio de Tiro por excelência em artilharia dentre todas as embarcações da Esquadra da Ásia Oriental. Foi para Incheon na Coreia no início de dezembro a fim de auxiliar o navio alemão SS Deike Rickmers, que tinha encalhado no local. O capitão de corveta Karl von Müller assumiu como oficial comandante do navio em maio de 1913, sendo pouco depois promovido a capitão de fragata. O cruzador partiu em meados de junho para um cruzeiro pelas colônias alemãs do Pacífico, ficando em Nanquim enquanto confrontos da guerra civil chinesa ocorriam no local. Rebeldes atacaram o navio em 26 de agosto e os artilheiros do Emden imediatamente dispararam de volta, repelindo os agressores. Foi em seguida para Xangai.

### Primeira Guerra Mundial
O navio passou a primeira metade de 1914 em sua rotina normal de cruzeiros pela China e Japão sem grandes incidentes. Era a única embarcação alemã em Qingdao durante a Crise de Julho que se seguiu após o assassinato do arquiduque Francisco Fernando da Áustria; Spee e os cruzadores blindados SMS Scharnhorst e SMS Gneisenau estavam navegando pela região do Pacífico Sul, enquanto o cruzador rápido SMS Leipzig estava à caminho vindo do México para substituir o Nürnberg. O Emden foi para o mar em 31 de julho com o objetivo de atuar como um navio corsário assim que a guerra fosse declarada. A Alemanha declarou oficialmente guerra contra a Rússia em 2 de agosto e no dia seguinte o Emden capturou o navio russo SS Ryazan, que foi enviado de volta para Qingdao e convertido no cruzador auxiliar SMS Cormoran.
Spee ordenou em 5 de agosto que o Emden se juntasse ao resto da esquadra na Ilha Pagã, nas Ilhas Marianas. O cruzador deixou Qingdao no dia seguinte junto com o cruzador auxiliar SMS Prinz Eitel Friedrich e o carvoeiro SS Markomannia. Chegaram em Pagã em 12 de agosto. Spee soube no dia seguinte que o Japão tinha entrado na guerra contra a Alemanha e enviado uma frota para caçar a Esquadra da Ásia Oriental. Ele então decidiu levar seus navios para a América do Sul, de onde poderiam tentar voltar para casa e atacar embarcações mercantes britânicas no caminho. Müller sugeriu que um cruzador fosse destacado para operações independentes no Oceano Índico, pois a esquadra não poderia atacar navios mercantes enquanto estivesse atravessando o Pacífico. Spee concordou e destacou o Emden pois era a embarcação mais rápida da esquadra.

#### Corsário independente

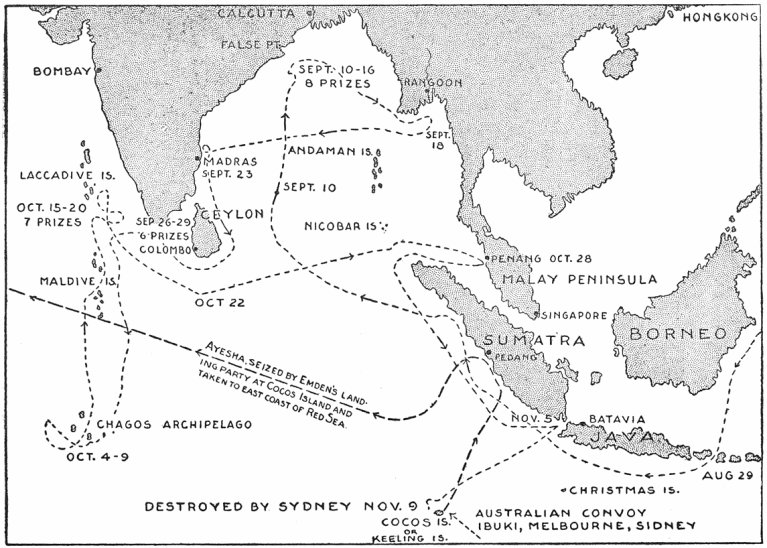
Rota do Emden como navio corsário

O Emden e o Markomannia deixaram a Esquadra da Ásia Oriental em 14 de agosto e seguiram para o Índico. Como o cruzador rápido SMS Königsberg já estavam operando no Índico na região próxima do Golfo de Adem, Müller decidiu seguir para as rotas comerciais entre Singapura, Colombo e Adem. O cruzador navegou para o Índico por meio do Mar das Molucas e Mar de Banda. O navio de defesa de costa neerlandês Hr.Ms. Marten Harpertszoon Tromp foi parado pelo Emden enquanto procurava carvão na Ilha Jampea, afirmando a neutralidade dos Países Baixos. O navio alemão foi para o Estreito de Lomboque, interceptando no local mensagens de rádio do cruzador blindado britânico HMS Hampshire. A tripulação do Emden ergueu uma quarta chaminé falsa para se disfarçar de um cruzador rápido britânico, navegando então pelo litoral da Sumatra em direção ao Índico.
Entrou no Golfo de Bengala em 5 de setembro, alcançando surpresa total já que os britânicos acreditavam que ele ainda estava com o resto da Esquadra da Ásia Oriental. Operou nas rotas comerciais da região sem sucesso até o dia 10, quando foi para a rota entre Colombo e Calcutá. Capturou o carvoeiro grego SS Pontoporos, que estava carregando equipamentos para os britânicos. Müller colocou este navio para seu serviço e concordou em pagar a tripulação. O Emden em seguida capturou mais cinco embarcações; os navios de transporte Indus e Lovat e outros dois foram afundados, enquanto uma quinta embarcação chamada Kabinga foi usada para transportar as tripulações dos outros navios. Müller liberou o Kabinga em 13 de setembro e afundou mais duas embarcações britânicas capturadas. Próximo do estuário do rio Ganges capturou um navio mercante norueguês, que foi vasculhado pelos alemães e liberado já que contrabando algum foi encontrado. Os noruegueses também informaram Müller de que navios inimigos estavam na área, o que o convenceu a voltar para o litoral leste da Índia.
O Emden parou e liberou um cargueiro italiano, que informou um navio britânico, que repassou a notícia para autoridades navais britânicas. A navegação mercante foi interrompida e blecautes instituídos. O vice-almirante Martyn Jerram ordenou que o Hampshire, o cruzador rápido HMS Yarmouth e o cruzador protegido japonês Chikuma procurassem pelo Emden. O cruzador blindado britânico HMS Minotaur e o cruzador blindado japonês Ibuki foram enviados em patrulhas para prováveis estações de reabastecimento.

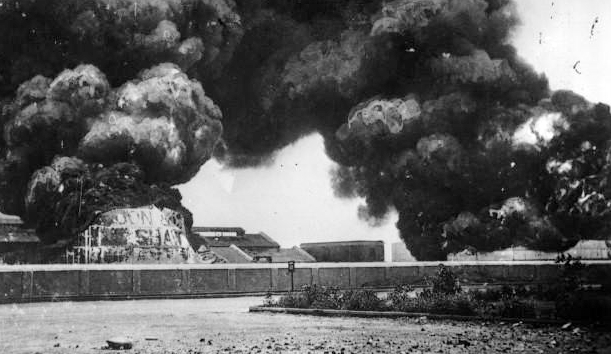
Tanques de petróleo em chamas em Madras depois do bombardeio

Müller decidiu no final de setembro bombardear Madras, na Índia. Ele acreditava que o ataque demonstraria sua liberdade de manobra e diminuiria o prestígio britânico com a população local. O Emden entrou no porto por volta das 20h00min de 22 de setembro; ele estava completamente iluminado, apesar da ordem de blecaute. O navio se aproximou até 2,7 quilômetros dos cais e abriu fogo. Incendiou dois tanques de petróleo e danificou outros três, também danificando um navio mercante no porto. O Emden disparou no total 130 projéteis de sua bateria principal. Os britânicos novamente ordenaram no dia seguinte que nenhum navio mercante cruzasse o Golfo de Bengala. O valor das exportações no Oceano Índico caiu em 61,2 por cento durante o primeiro mês do cruzador no Índico.
A intenção de Müller era se encontrar com seus carvoeiros próximo de Simalur, na Indonésia, mas em vez disso ele decidiu se aventurar ao oeste do Ceilão. O Emden afundou os navios mercantes britânicos SS Tywerse e SS King Lund em 25 de setembro, enquanto dois dias depois capturou o carvoeiro SS Buresk, que estava transportando carvão de alta qualidade. Tripulantes alemães assumiram o Buresk e este passou a apoiar as operações do Emden. Naquele mesmo dia o cruzador afundou o SS Ryberia e SS Foyle. O Emden estava com pouco carvão e prosseguiu para as Maldivas, chegando no dia 29 e ficando por um dia reabastecendo. O navio então navegou pelas rotas entre Adem e a Austrália e entre Calcutá e Maurício, mas sem sucesso. Depois disso foi para Diego Garcia para realizar manutenção nos seus motores e dar um descanso para sua tripulação.
A guarnição britânica em Diego Garcia ainda não sabia que a guerra tinha começado e assim deram ao Emden uma recepção calorosa. O navio permaneceu no local até 10 de outubro para remover incrustações. O cruzador captou novamente as transmissões do Hampshire enquanto procurava por navios mercantes ao oeste de Colombo; este tinha partido para o Arquipélago de Chagos em 13 de outubro. Um dia antes os britânicos tinham capturado o Markomannia. O britânico SS Benmore foi capturado próximo de Minicoy em 15 de outubro e afundado no dia seguinte. Pelos próximos cinco dias o Emden capturou mais cinco navios. Um foi usado como carvoeiro, três foram afundados e o quinto enviado para o porto com as tripulações das outras embarcações capturadas. Müller decidiu em 20 de outubro seguir para uma nova área de operações.

#### Batalha de Penão

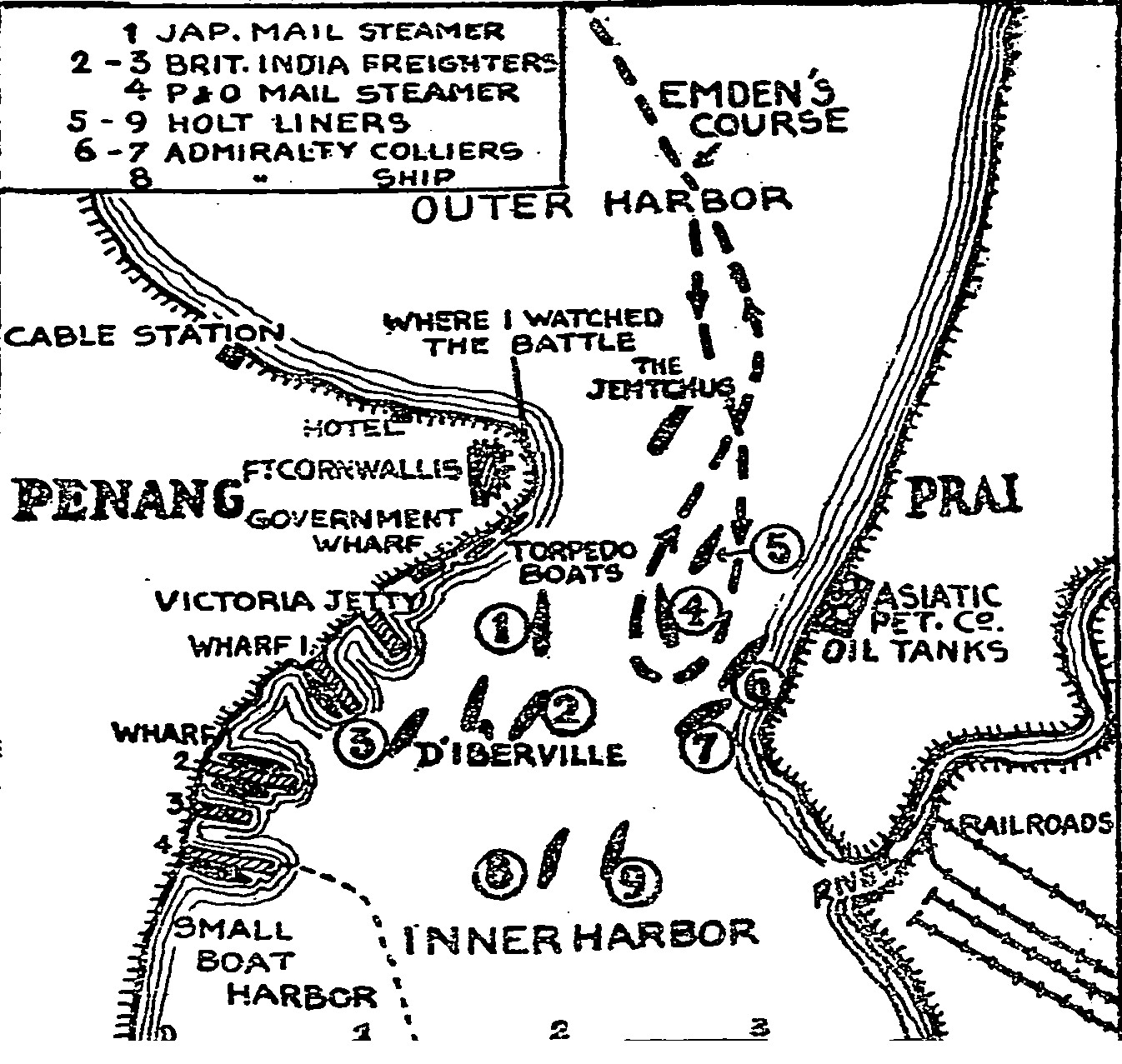
Mapa dos movimentos do Emden durante a Batalha de Penão

Müller planejou um ataque surpresa contra Penão, na Malásia. O Emden reabasteceu nas Ilhas Nicobar e partiu para Penão na noite de 27 de outubro, com o horário de partida cronometrado para que o navio chegasse no destino ao amanhecer. Aproximou-se da entrada do porto às 3h00min do dia 28, navegando a dezoito nós (33 quilômetros por hora) e com uma quarta chaminé falsa para mascarar sua identidade. Seus vigias rapidamente avistaram um navio de guerra no porto com as luzes acesas; este era o cruzador protegido russo Zhemchug, que tinha ancorado em Penão para consertar suas caldeiras. Apenas uma estava funcionando, significando que o navio russo não podia navegar e que seus guindastes de munição não tinham energia. Ele tinha apenas cinco projéteis de munição de pronto uso disponíveis para cada canhão mais um projétil no cano. O Emden parou ao lado do Zhemchug a uma distância de apenas 270 metros; Müller ordenou que um torpedo fosse lançado contra o cruzador russo e que os canhões também abrissem fogo.
O cruzador alemão rapidamente infligiu danos seríssimos ao seu adversário, fazendo então uma virada para dar outra passada ao lado do Zhemchug. Os artilheiros de um dos canhões russos conseguiram colocar a arma para funcionar, mas erraram o alvo. Müller ordenou que um segundo torpedo fosse lançado enquanto os canhões continuavam a disparar. Este torpedo causou uma enorme explosão que quebrou o navio ao meio. O Zhemchug afundou e seus mastros foram as únicas partes que ficaram para fora d'água. Oitenta e um marinheiros russos morreram e outros 129 ficaram feridos, sete dos quais morreram posteriormente de seus ferimentos. O antigo cruzador torpedeiro francês D'Iberville e o contratorpedeiro Fronde dispararam tiros extremamente imprecisos contra o Emden.
Müller então decidiu ir embora devido ao risco de encontrar navios de guerra superiores. Enquanto partia encontrou o cargueiro britânico SS Glen Turret, carregado de munição e parado para embarcar um prático. O navio alemão lançou botes para capturá-lo, mas eles foram chamados de volta porque um navio inimigo foi avistado. Este era o contratorpedeiro francês Mousquet, que estava despreparado e foi rapidamente destruído. O cruzador resgatou sobreviventes e partiu por volta das 8h00min enquanto outras embarcações francesas estavam se preparando para navegar. Um oficial e 35 marinheiros foram tirados da água. Outro contratorpedeiro francês tentou seguir os alemães, mas os perdeu de vista na chuva. O Emden parou em 30 de outubro o navio britânico SS Newburn e transferiu os franceses a bordo depois deles assinarem declarações de que não retornariam para a guerra. O ataque contra Penão foi um choque e fez com que vários comboios da Austrália fossem adiados, pois precisariam de escoltas mais poderosas.

#### Batalha de Cocos

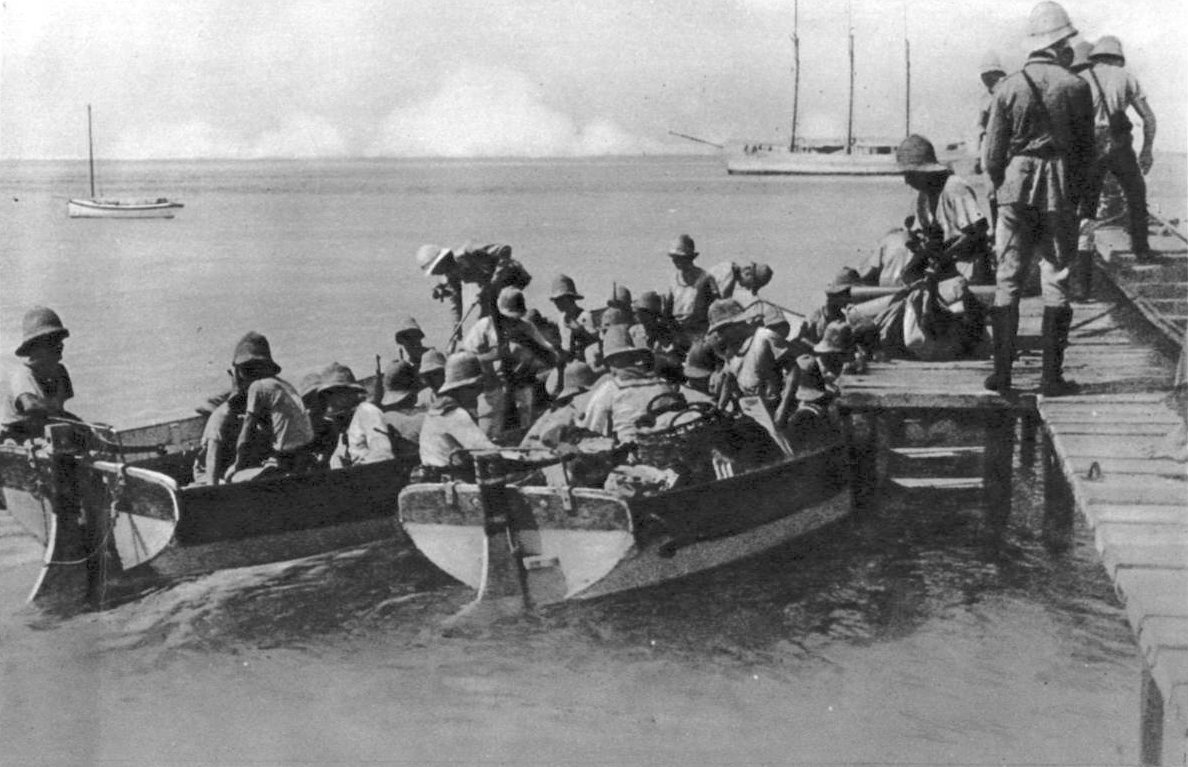
A equipe de desembarque do Emden chegando na Ilha Direção; o Ayesha pode ser visto ao fundo no canto superior direito

O Emden seguiu para o sul em direção de Simular, onde se encontrou com o Buresk. Müller então decidiu atacar a estação britânica de reabastecimento  nas Ilhas Cocos; seu objetivo era destruir a estação de transmissão do local e levar para longe as forças que estavam procurando pelo navio no Índico. No caminho ficou dois dias percorrendo o Estreito de Sunda à procura de navios mercantes, mas sem sucesso. Foi para Cocos e chegou na Ilha Direção às 6h00min da manhã de 9 de novembro. Não havia embarcações britânicas na área e assim foi enviada uma equipe de desembarque liderada pelo capitão-tenente Hellmuth von Mücke, o oficial executivo. Esta equipe era formada por mais dois oficiais, seis suboficiais e 38 marinheiros armados com quatro metralhadoras e trinta rifles.
O cruzador estava gerando interferência em rádios, mas a estação de transmissão conseguiu enviar a mensagem "Navio não identificado na entrada". Esta foi recebida pelo cruzador rápido australiano HMAS Sydney, que estava escoltando um comboio a 52 milhas náuticas (96 quilômetros) de distância. O Sydney imediatamente desviou para Cocos em velocidade máxima. O Emden captou mensagens que diziam que um navio estava se aproximando, mas erroneamente achou que ele estava a 250 milhas náuticas (460 quilômetros). Vigias do cruzador alemão avistaram fumaça no horizonte às 9h00min e trinta minutos depois a identificaram como vindo de um navio de guerra aproximando-se em alta velocidade. A equipe de desembarque de Mücke ainda estava em terra, mas não havia tempo para pegá-los.
O Sydney aproximou-se até uma distância de 8,7 quilômetros e então entrou em um curso paralelo ao Emden. Este abriu fogo primeiro e quase acertou o navio australiano na sua terceira salva. Seus artilheiros estavam disparando rapidamente, com uma salva a cada dez segundos. Müller esperava sobrecarregar o Sydney com uma barragem de projéteis antes que os armamentos maiores deste pudessem entrar em ação. Dois projéteis acertaram a embarcação australiana: um incapacitou a estação de controle de disparo de ré e outro não detonou. Demorou um pouco mais para o Sydney encontrar a distância, mas enquanto isso o Emden se virou em direção do inimigo em uma tentativa de reduzir a distância para lançar um torpedo. Os mais poderosos canhões de 152 milímetros do cruzador australiano logo encontraram a distância e infligiram danos sérios. O compartimento de transmissão sem fio foi destruído e a tripulação de um dos canhões de vante foi morta no começo da batalha. O cruzador alemão tentou mais uma vez às 9h45min se aproximar para lançar um torpedo. Cinco minutos depois um projétil incapacitou os equipamentos de direção e outros fragmentos travaram o equipamento de direção manual. O Emden só podia ser controlado com suas hélices. A artilharia do Sydney também destruiu os telêmetros e causou várias baixas dentre a tripulação dos canhões principais.

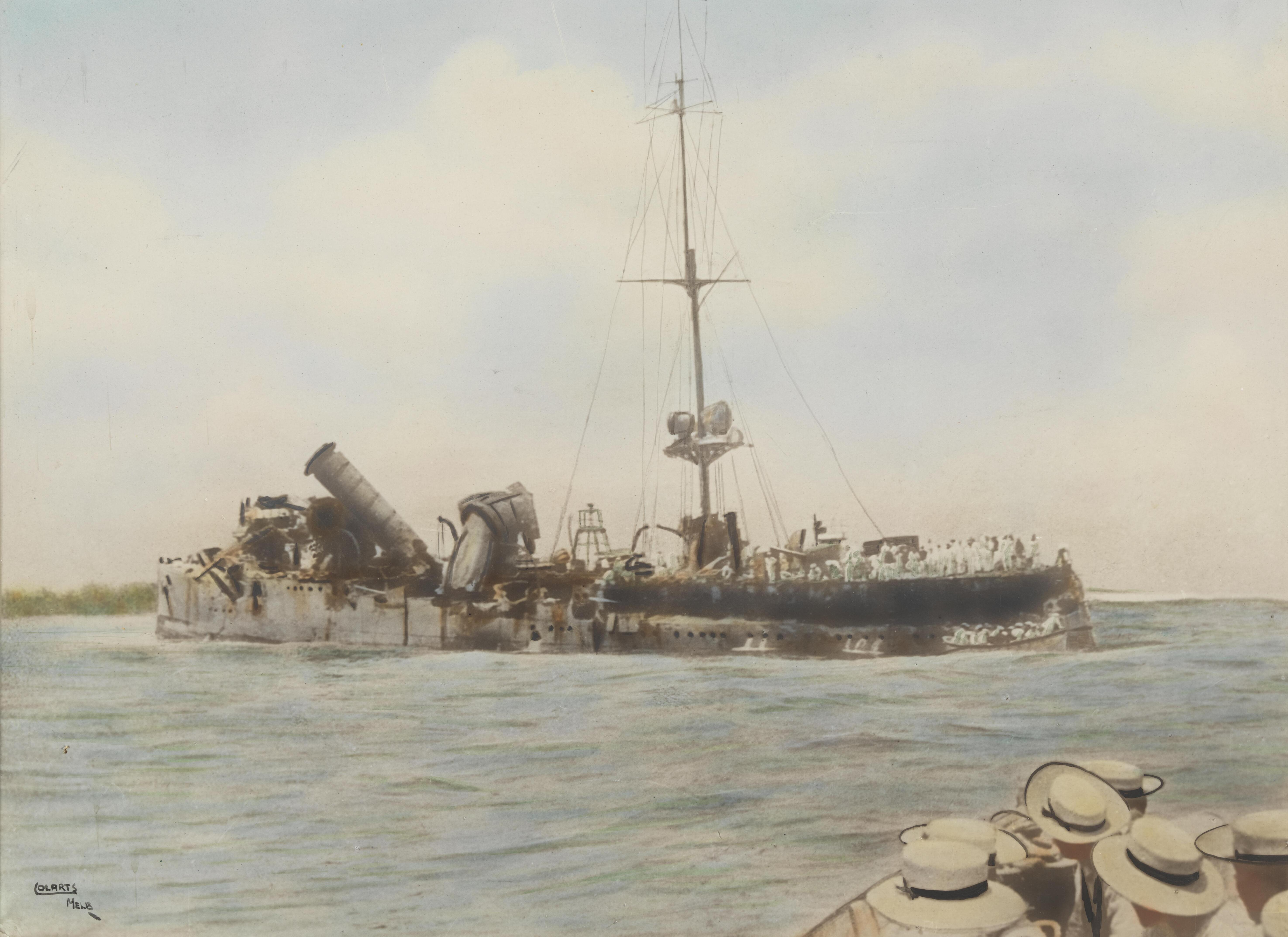
Marinheiros australianos prestes a abordarem o Emden depois da batalha

O Emden tentou pela terceira vez se aproximar para lançar um torpedo, mas o Sydney rapidamente se afastou. Um projétil australiano detonou munições de pronto uso próximas do canhão Nº 4 de estibordo pouco depois das 10h00min, iniciando um grande incêndio. O cruzador alemão fez uma quarta e última tentativa de lançar um torpedo, mas o Sydney conseguiu manter a distância. Os canhões do Emden praticamente pararam de atirar às 10h45min. Sua superestrutura tinha sido quase toda despedaçada, a segunda e terceira chaminés destruídas, assim como o mastro principal. Müller percebeu que seu navio não tinha mais condições de lutar e assim decidiu encalhar o Emden na ilha de Keeling do Norte para salvar a vida de sua tripulação. O navio bateu no recife às 11h15min e seus motores e caldeiras foram inundados. Seus bloqueios de culatra e equipamento de mira de torpedo foram jogados na água para que as armas ficassem inutilizadas, enquanto todos os livros de sinais e documentos secretos foram queimados. O Sydney se virou para capturar o Buresk, mas este foi deliberadamente afundado quando o navio australianos se aproximou. O Sydney então voltou a se dirigir ao Emden e perguntou se ele se rendia. Os alemães não puderam responder porque os livros de sinais tinham sido queimados, assim o cruzador australiano voltou a atirar. Os alemães rapidamente hastearam bandeiras brancas e o Sydney cessou fogo.
O Sydney foi atingido dezesseis vezes, com três tripulantes morrendo e outros treze feridos. Um quarto tripulante morreu depois de seus ferimentos. Disparou aproximadamente 670 projéteis e reivindicou por volta de cem acertos. O Emden sofreu 133 mortos. A maioria dos sobreviventes, incluindo Müller, foram aprisionados no dia seguinte. Os feridos foram enviados para a Austrália, enquanto os restantes foram internados em Malta e só retornaram para a Alemanha em 1920. A equipe de desembarque observou a batalha e eles perceberam que o Emden seria destruído, assim Mücke ordenou que uma antiga escuna capturada no local chamada Ayesha fosse preparada para navegar. Os alemães partiram antes do Sydney chegar em Direção, navegando para Padang nas Índias Orientais Neerlandesas. De lá viajaram para o Iêmen, então parte do Império Otomano, um aliado alemão. Viajaram por terra até Constantinopla, chegando em junho de 1915. Se apresentaram ao vice-almirante alemão Wilhelm Souchon, então o comandante da Marinha Otomana. Neste meio tempo, a chalupa de guerra britânica HMS Cadmus chegou em Cocos uma semana depois da batalha para enterrar os mortos.

### Consequências

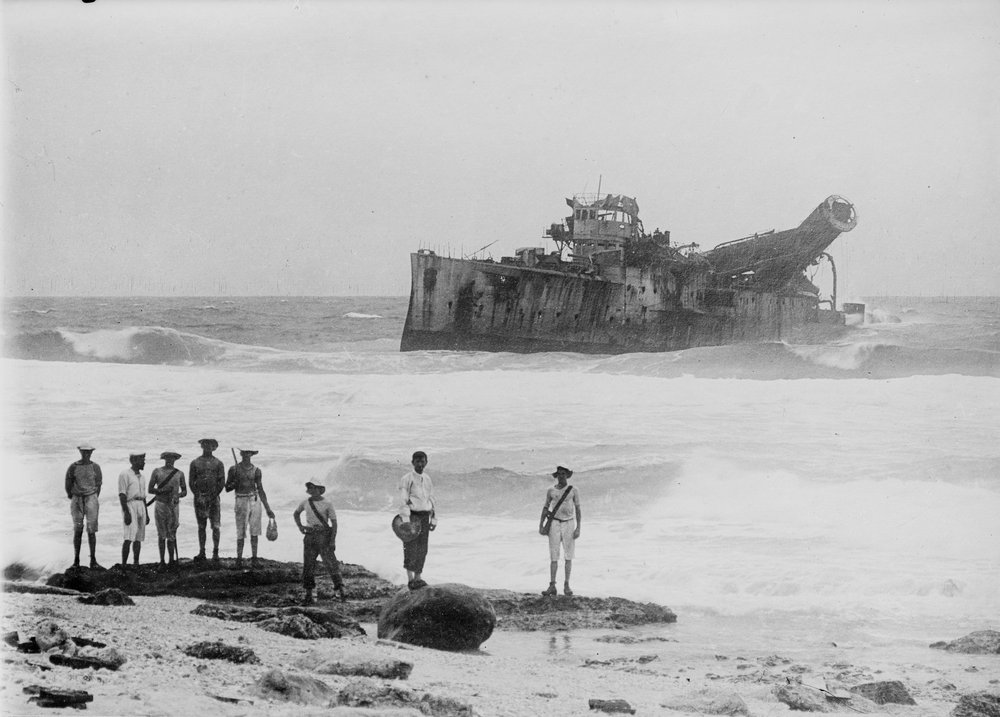
Os destroços do Emden encalhados em Keeling do Norte

A carreira corsária do Emden durou apenas três meses e cobriu aproximadamente trinta mil milhas náuticas (56 mil quilômetros), porém durante este período ele destruiu dois navios inimigos e afundou ou capturou dezesseis embarcações britânicas e uma russa, totalizando 70 825 toneladas de arqueação bruta. Outros quatro navios britânicos foram capturados e liberados, com uma embarcação britânica e uma grega sendo usadas como carvoeiros. Uma empresa japonesa propôs em 1915 que o cruzador fosse reflutuado e consertado, mas uma inspeção realizada pela canhoneira australiana HMAS Protector concluiu que os danos das ondas impossibilitariam tal operação. A maior parte dos destroços praticamente quebraram e desapareceram sob o mar até 1919. Eles acabaram sendo desmontados por uma empresa japonesa no início da década de 1950, mas partes continuam espalhadas pela área.
O imperador Guilherme II condecorou o navio com a Cruz de Ferro e anunciou que um novo cruzador rápido chamado SMS Emden seria construído em homenagem ao original. Ele também ordenou que o novo navio tivesse uma grande Cruz de Ferro colocada na proa com o objetivo de celebrar seu homônimo. Um terceiro cruzador chamado Emden foi construído na década de 1920 pela sucessora Reichsmarine e também tinha uma Cruz de Ferro na proa e também as honras de batalha "Oceano Índico", "Penão", "Ilhas Coco" e "Ösel", esta última onde o segundo Emden enfrentou vários contratorpedeiros e barcos torpedeiros russos. Mais três navios foram nomeados em homenagem ao cruzador pela Marinha Alemã pós-Segunda Guerra Mundial: a fragata Emden de 1959, a fragata Emden de 1980 e a corveta Emden atualmente em construção.

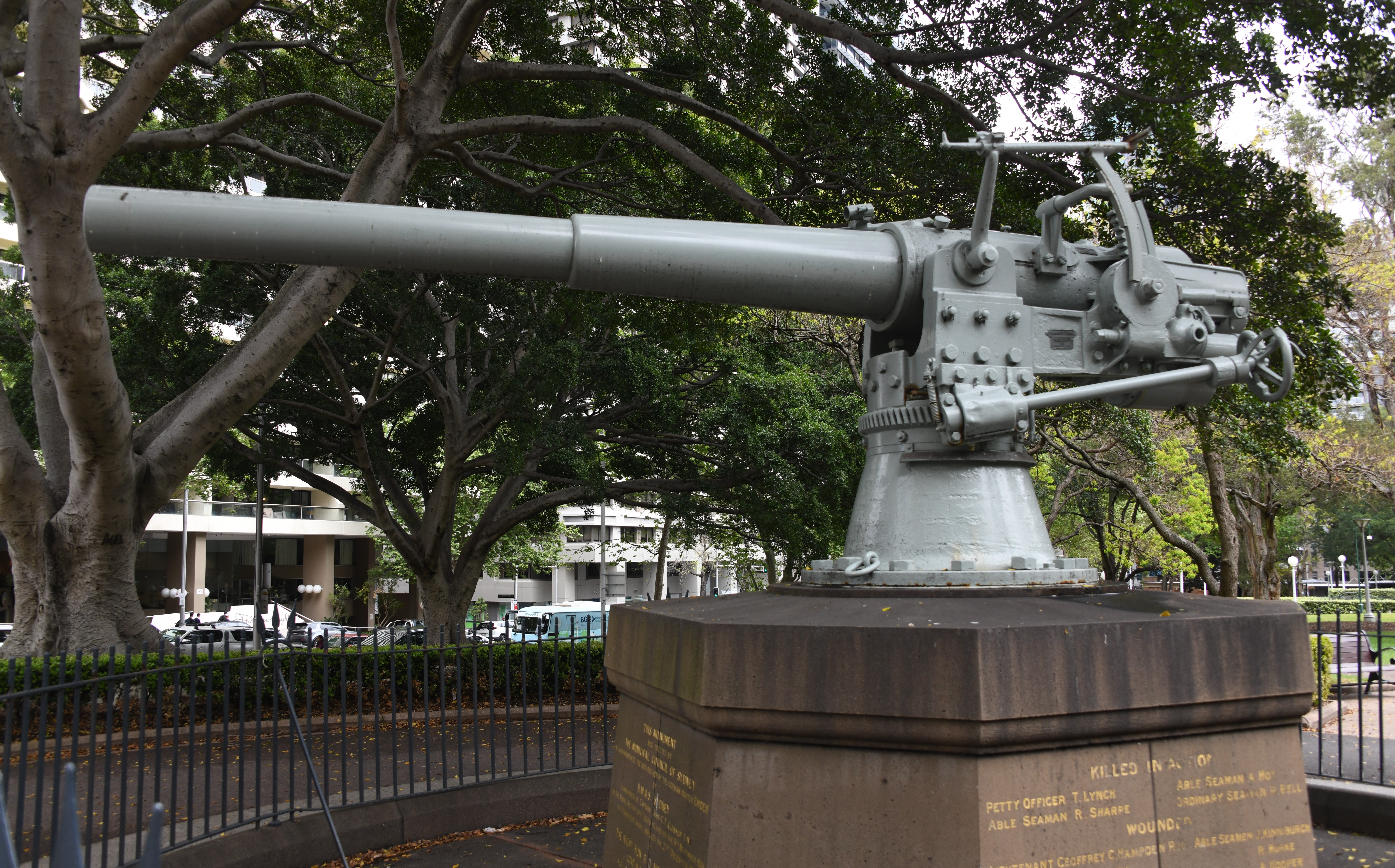
Um canhão de 105 milímetros do Emden no Parque Hyde em Sydney

Três canhões de 105 milímetros foram removidos dos destroços três anos depois da batalha. Um está preservado no Parque Hyde em Sydney, um no Centro Patrimonial da Marinha Real Australiana na base naval de HMAS Kuttabul também em Sydney e o último no Memorial de Guerra Australiano em Camberra. Além disso, o sino e ornamento de popa do Emden foram recuperados e ambos fazem parte da coleção do Memorial de Guerra Australiano. Vários outros artefatos, incluindo um cartucho danificado de projétil de 105 milímetros, um rebite do casco e uniformes, também foram recuperados e estão no Memorial de Guerra Australiano.
O governo do estado alemão da Prússia decretou em março de 1921 que os tripulantes que serviram a bordo do Emden durante a Primeira Guerra Mundial e seus parentes poderiam adicionar o sufixo hereditário "-Emden" em seus sobrenomes em reconhecimento por seus serviços. Outros estados alemães aprovaram depois leis com o mesmo efeito. O presidente Paul von Hindenburg decretou em março de 1924 que os parentes daqueles que tinham sido mortos a bordo também poderiam se candidatar para receberem o sufixo.
Vários filmes sobre as proezas de guerra do Emden foram criados, incluindo How We Beat the Emden e How We Fought the Emden, ambos de 1915, e The Exploits of the Emden de 1928, todos produzidos na Austrália. Filmes alemães incluem Unsere Emden de 1926, filmagens do qual foram incorporadas em Kreuzer Emden de 1932 e Heldentum und Todeskampf unserer Emden de 1934, todos os quais dirigidos por Louis Ralph. Mais recentemente houve Die Männer der Emden de 2012, porém este foi centrado na viagem da equipe de desembarque de Mücke de volta para a Alemanha após a Batalha de Cocos.
O nome do Emden também entrou nos vocabulários das línguas cingalesa e tâmil após o bombardeio de Madras como "Amdan", significando "alguém que é forte, manipulador e astuto". Já na língua malaiala, a palavra "Emadan" significa "algo grande e poderoso" ou "tão grande quanto o Emden".